# Abby Johnson

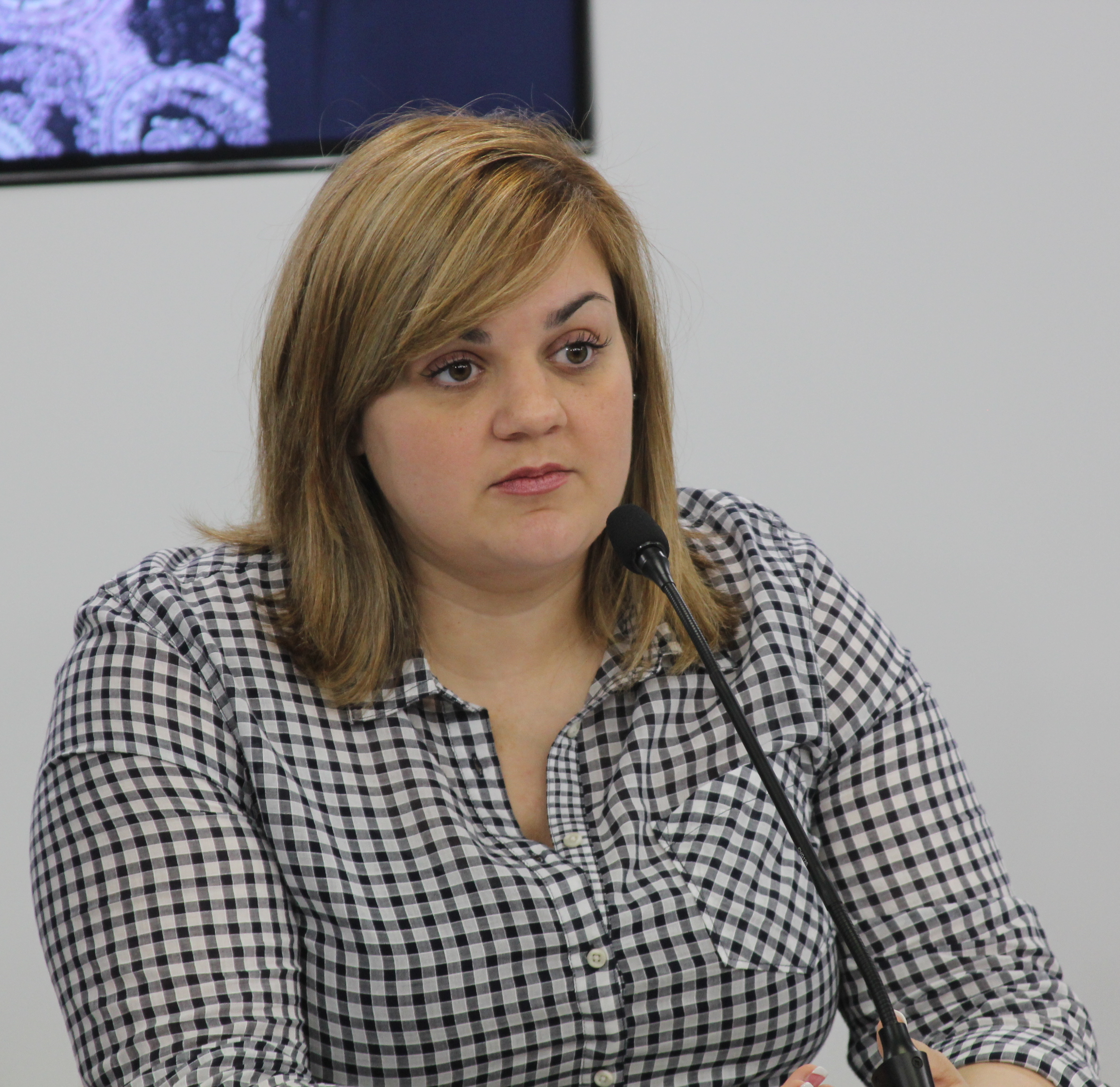
Abby Johnson

Abby Johnson (* 1980) ist eine US-amerikanische Lebensrechtsaktivistin. Nationale Bedeutung erlangte sie durch ihre gerichtliche Auseinandersetzung mit Planned Parenthood im Jahr 2010.

## Leben
Abby Johnson studierte Psychologie und Psychologische Beratung. Nach ihrem Studium arbeitete sie zunächst ehrenamtlich für die Pro-Abtreibungsorganisation Planned Parenthood, dann leitete sie bis Ende 2009 eine Abtreibungsklinik in Bryan (Texas). Sie setzte sich aktiv für eine liberale Abtreibungspraxis in den Vereinigten Staaten ein. Im Oktober 2009 assistierte sie eine Abtreibung, die mit Ultraschall kontrolliert wurde. Die Bilder der Ultraschallaufnahmen auf dem Bildschirm bewogen sie dazu, bei der Abtreibungsklinik zu kündigen und sich der US-amerikanischen Lebensrechtsbewegung anzuschließen. Ihr Fall erlangte rasch nationale Aufmerksamkeit und wurde in vielen Medien kommentiert. Planned Parenthood, die die Abtreibungsklinik betrieb, in der sie arbeitete, warf ihr Verletzung des Berufsgeheimnisses vor und ging gerichtlich gegen sie vor. Sie wurde von allen Anklagepunkten freigesprochen.
Ihre Erfahrungen als Leiterin der Abtreibungsklinik und ihren Lebensweg schilderte sie in dem Buch Unplanned. Ostern 2011 konvertierte sie im Zuge ihrer neuen Haltung zur Abtreibung zur römisch-katholischen Kirche. Seit Februar 2011 arbeitet Johnson für die Lebensrechts-Organisation Live Action. Seit Juni 2011 bloggt sie für die Website LifeNews.com. Seit 2012 ist sie Teilzeit-Mitarbeiterin von Americans United for Life.
2019 erschien der Spielfilm Unplanned von Cary Solomon und Chuck Konzelman über ihre Lebensgeschichte.

## Werke
- Lebenslinie. Sankt Ulrich Verlag, Augsburg 2012. ISBN 978-3-86744-210-7